# Tibetaanse krijgskunst

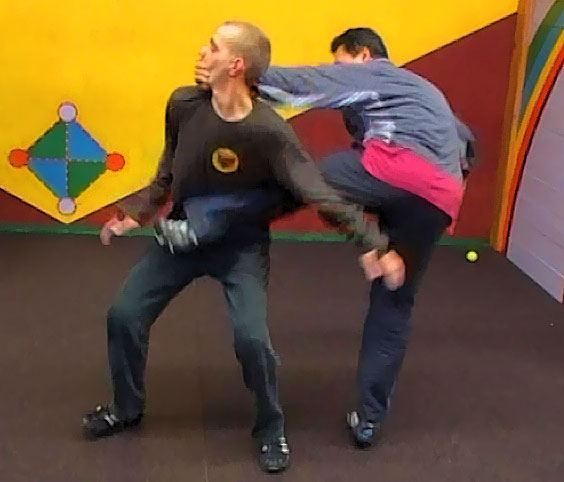
Beoefening van Tescao

Tibetaanse vechtkunsten zijn veelal gericht op zelfverdediging, maar ze worden ook als aanvalstechniek gebruikt, zoals het geval kan zijn bij tescao.
Een overeenkomst tussen de Tibetaanse vechtkunsten is dat er altijd in een bepaalde mate nadruk ligt op het ontwikkelen van evenwicht tussen lichaam en geest. Ook is er plaats voor Tibetaanse geneeskunde en Tibetaans boeddhistische meditatie-elementen; in sommige gevallen bestond de vechtkunst al voor de intrede van het boeddhisme in Tibet.
Er bestaan verschillende Tibetaanse vechtsporten:
KatedaKateda is een vechtsport die veel weg heeft van Japanse vechtsporten, maar ook van het Indonesische Pencak Silat. Bij Kateda worden slagen en trappen op het lichaam uitgedeeld, waarbij het lichaam zodanig is getraind dat het geen verwondingen oplevert.
TescaoTescao is een oude vechtkunst, waar behendigheid in de paardrijkunst en de vechtkunst te paard en te voet nodig is, soms in combinatie met wapens zoals zwaard, speer, mes, handboog, stok, lasso, zweep, kleding, takken, stenen en in latere eeuwen ook het vuurwapen.
LamaLama is een vechtkunst waarbij er sprake is van stoten zoals in het boksen, trappen zoals bij karate en taekwondo en grondwerk zoals in worstelen en judo.
BoabomBoabom is een vorm van zelfverdediging, meditatie en actieve ontspanning, waarbij bewegingen zijn gericht op een verhoging van het bewustzijn van het lichaam en het verkrijgen van een optimale staat van gezondheid, energie en vitaliteit
Qi daoQi dao is een vechtkunst en meditatietechniek, vergelijkbaar met de stijlen tai chi en de sjamaanse qi gong. Bij qi dao ligt de nadruk op het ontwikkelen van een harmonische ontwikkeling van bewegingen.